# Zagreb Open 1997
Lo Zagreb Open 1997 è stato un torneo di tennis facente parte della categoria ATP Challenger Series nell'ambito dell'ATP Challenger Series 1997. Il torneo si è giocato a Zagabria in Croazia dal 16 al 22 giugno 1997 su campi in terra rossa.

## Vincitori

### Singolare
Alberto Berasategui ha battuto in finale  Ivan Ljubičić con il punteggio di 6–1, 6–2

### Doppio
David Roditi /  Tomáš Anzari hanno battuto in finale  Brandon Coupe /  Paul Rosner con il punteggio di 3–6, 7–6, 7–6